# محمد در اسلام

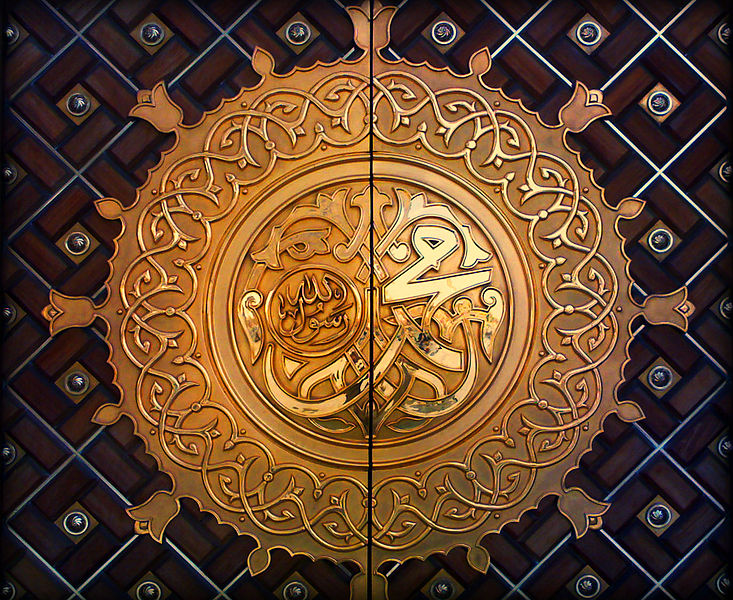
طرحی گرافیکی از نام محمد پیامبر

محمد (در عربی: مُحَمَّدُ بْنُ عَبْدِ ٱللهِ بْنِ عَبْدِ ٱلْمُطَّلِبِ بْنِ هَاشِمٍ) در باور تمامی مذاهب اسلامی اصلی، واپسین پیامبر خدا است. مسلمانان اعتقاد دارند که قرآن، کتاب آسمانی اصلی اسلام، از سوی خداوند بر محمد نازل شده و اینکه محمد برای احیای اسلام فرستاده شد که باور دارند از محمد سرچشمه نگرفته اما کیش توحیدی اصلی تحریف‌نشده حقیقی آدم، ابراهیم، موسی، عیسی و دیگر پیامبران است. اصول مذهبی، اجتماعی و سیاسی‌ای که محمد با قرآن بنیان نهاد، پایه و اساس اسلام و جهان اسلام شد.